# Verlag Antje Kunstmann
Der Verlag Antje Kunstmann ist ein von Antje Kunstmann geführter unabhängiger Publikumsverlag aus München. Gegründet im Jahr 1990 ging er aus dem Frauenbuchverlag/Weismann Verlag hervor. Mit derzeit (2020) zwölf Mitarbeitern werden jährlich 30 bis 35 Bücher veröffentlicht und 4 bis 5 Millionen Euro Umsatz erzielt. Das Programm umfasst Titel deutscher und internationaler Autoren in den Bereichen Belletristik, Sachbuch sowie Hörbuch und Geschenkbuch. Der Verlag verlegt unter anderem die Romane des spanischen Autors Rafael Chirbes, von Tim Parks, Valeria Luiselli, Gilles Kepel und Barbara Gowdy.

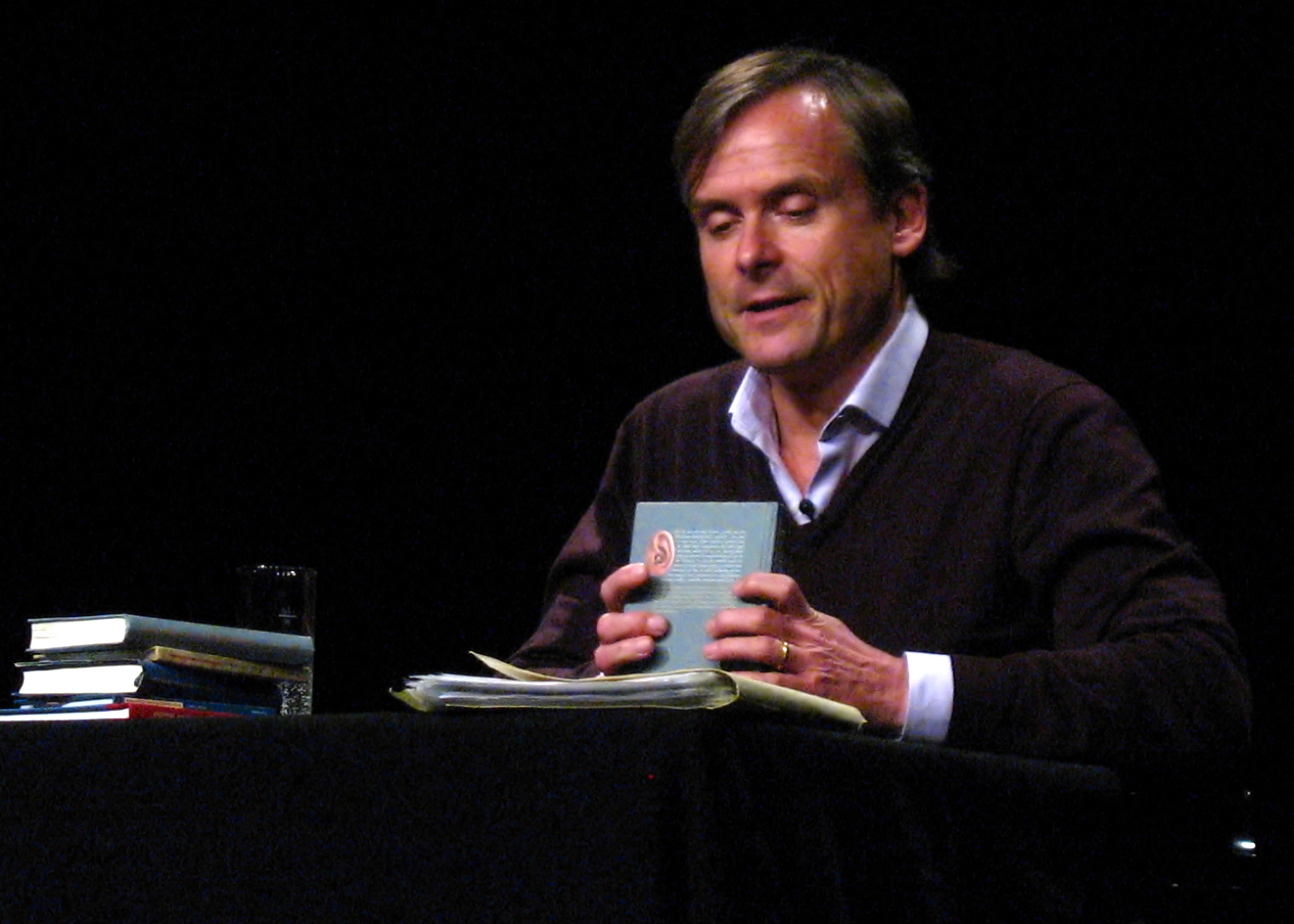
Axel Hacke (Lesung 2009)

Bekannt wurde der Verlag durch Axel Hackes Bestseller Der kleine Erziehungsberater, von dem seit Erscheinen über eine Million Exemplare verkauft wurden. Der Verlag wurde 1992 mit dem Schwabinger Kunstpreis und 2011 mit dem Virenschleuder-Preis ausgezeichnet.